# Мирабело Чирија (Кремона)
Мирабело Чирија (итал. Mirabello Ciria) је насеље у Италији у округу Кремона, региону Ломбардија.
Према процени из 2011. у насељу је живело 164 становника. Насеље се налази на надморској висини од 61 м.